# LeGrand Richards

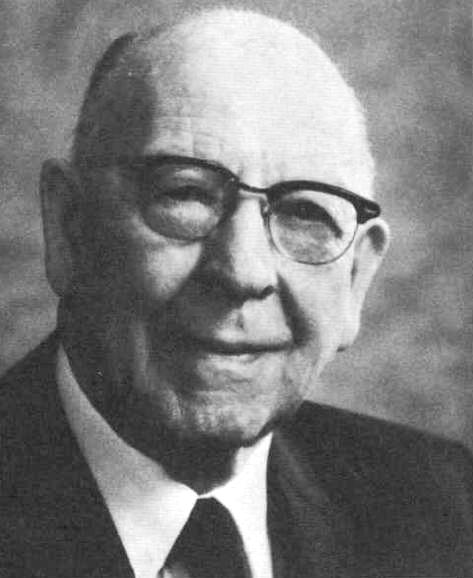
LeGrand Richards

LeGrand Richards (* 6. Februar 1886 in Farmington, Utah-Territorium; † 11. Januar 1983 in Salt Lake City, Utah) war ein prominenter Missionar und Mitglied im Kollegium der Zwölf Apostel der Kirche Jesu Christi der Heiligen der Letzten Tage. Zuerst war er von 1938 bis 1952 der siebte Präsidierende Bischof der Kirche. Er wurde aufgerufen für das Kollegium der Zwölf Apostel vom damaligen Präsidenten der Kirche, David O. McKay. Er diente als Apostel bis zu seinem Tod im Alter von 96 Jahren.

## Frühes Leben
Richards wurde in Farmington geboren. Seine Eltern waren George F. Richards und Alice Almira Robinson. Sein Vater war Mitglied im Kollegium der Zwölf Apostel. Als Kind überlebte Richards zwei Unfälle, die ihn beinahe das Leben gekostet hätten. Im Jahr 1893 erlebte er die Weihung des Salt-Lake-Tempels. Von 1905 bis 1908 diente Richards als Missionar für die Kirche in den Niederlanden.
Nachdem er von seiner Mission zurückgekommen war, hatte er verschiedene Aufgaben. Er war unter anderem im Tonstudio der Präsidierenden Bischofschaft angestellt. 
1909 heiratete er Ina Jane Ashton im Salt-Lake-Tempel. Sie wurden die Eltern von acht Kindern.

## Kirchendienst

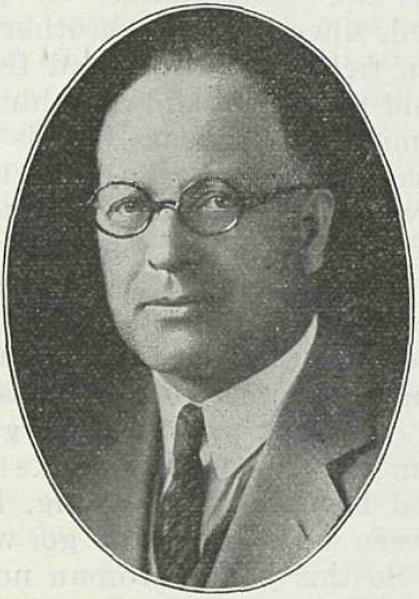
Richards, während er Missionspräsident in den Südstaaten war

Richards ging als Missionspräsident zurück in die Niederlande. Er diente in dieser Funktion von 1914 bis 1916. Am 19. Juni 1919 wurde er als Bischof ordiniert. Von 1920 bis 1925 leitete er eine Gemeinde in Salt Lake City, im Jahr 1926 diente er kurzzeitig in Rhode Island. In den frühen 1930ern sandte ihn der Präsident der Kirche, Heber J. Grant, ins südliche Kalifornien, um als Pfahlpräsident zu dienen. Jedoch überzeugte ihn der amtierende Pfahlpräsident, diesen Posten nicht zu nehmen und stattdessen als Bischof zu dienen. Von 1931 bis 1933 war Richards der Präsident des Hollywood-Pfahles der Kirche.
In den Jahren 1933 und 1934 war Richards im Kollegium eines Pfahles in Salt Lake City. Er wurde dann wieder Missionspräsident, dieses Mal für die südliche Staatenmission in den Vereinigten Staaten. Er diente dort von 1934 bis 1937.
Richards fungierte als Präsidierender Bischof während und nach dem Zweiten Weltkrieg. Er begann damit, Programme einzuführen, die durch das große Wachstum der Kirche notwendig geworden waren.

## Autor
Neben seinem Dienst als Apostel ist Richards außerdem noch bekannt geworden durch seine Bücher. Sein Buch A Marvelous Work and a Wonder wurde 1950 veröffentlicht. Auf dieses Buch wird oft verwiesen, um das Mormonentum zu erklären. Das Buch basiert auf einem Dokument mit dem Titel „Die Botschaft des Mormonentums“, das Richards entwickelte, während er Missionspräsident im Süden der Vereinigten Staaten war, im Jahre 1937. Das Buch enthält viele Erklärungen und Positionen der HLT-Kirche.
Richards schrieb ein weiteres Buch mit dem Titel Israel! Do You Know? im Jahre 1955. Dieses Buch soll Verbindungen zwischen dem Judentum und dem Mormonentum aufzeigen. Es wurde geschrieben im Rahmen eines Programmes mit dem Ziel, Juden im südlichen Kalifornien zu konvertieren.

## Israel
Richards spielte auch eine Rolle bei den mormonischen Verbindungen nach Israel. Er war Vorsitzender der Orson Hyde Foundation und kaufte das Land in Jerusalem, um den Orson Hyde Memorial Garden aufzubauen.

## Platz in der Geschichte

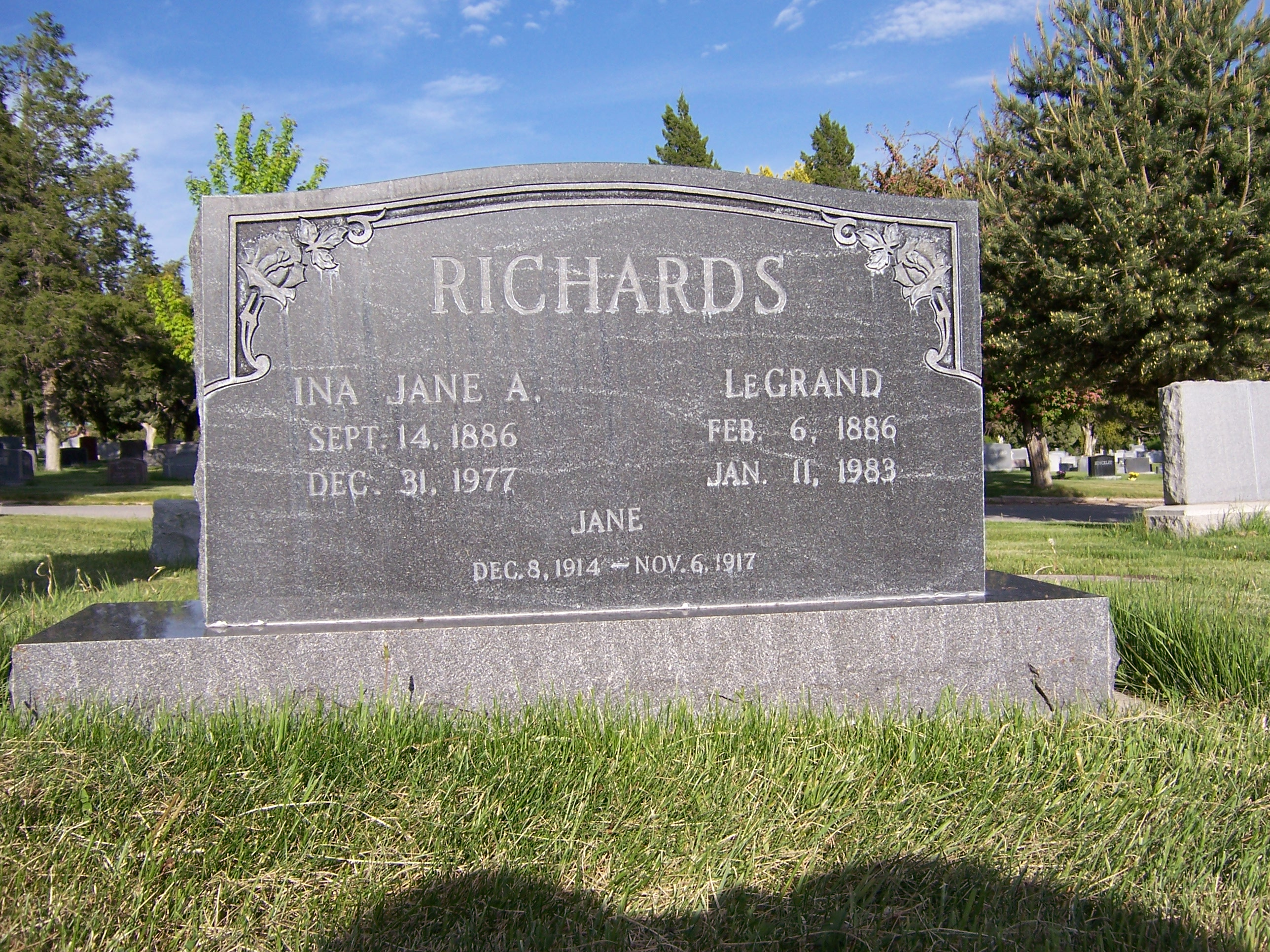
Grabstein von LeGrand Richards

Richards war der am längsten lebende Apostel bis zum Tod von David B. Haight. Sein Vater George F. Richards und sein Großvater Franklin D. Richards waren beide Präsidenten des Kollegium der Zwölf Apostel. LeGrand Richards ist der Großvater von Tad R. Callister, einem Kirchenführer im 21. Jahrhundert.

## Veröffentlichungen
- A Marvelous Work and a Wonder. Salt Lake City, Utah, zuerst veröffentlicht im Jahre 1950, verschiedene Ausgaben. ISBN 0-87747-161-4.
- Israel! Do You Know?, 1954. Israel! Do You Know? Book Review. In: Reviewed By: Tom Irvine.
- Just To Illustrate, 1961. Salt Lake City, Bookcraft
- LeGrand Richards Speaks, 1972. Salt Lake City, Deseret Book ISBN 978-0-87747-469-2